# 西森千芳
西森 千芳（にしもり ちほ、1985年12月25日 - ）は、元・札幌テレビアナウンサー。血液型はB型。身長164cm。同局のアナウンサー時代には、出演番組で「西森 ちほ」という表記を用いることがあった。
夫は、北海道日本ハムファイターズ元選手でスペシャルアドバイザーの田中賢介。結婚後は、本名の田中 千芳（たなか ちほ）名義で、学校法人札幌インターナショナルの理事長として活動している。

## 来歴・人物
高知県高知市出身。土佐塾高等学校、愛知淑徳大学文化創造学部文化創造学科卒業後、2008年に、アナウンサーとして札幌テレビへ入社。同期入社のアナウンサーに、山藤美智と松下祐貴子がいる。同社在籍中は、看板番組の『どさんこワイド』で、生中継や特集のリポーターを担当。2012年1月に、当時日本ハムの内野手だった田中賢介と結婚したことを機に、3月30日付で退社。2014年9月に、第一子（長男）を出産。

## 現在の出演番組
- 札幌テレビショッピング どさんこ市場

## 過去の出演番組
- What's New?+Cute　- 2010年4月8日
- どさんこワイド
- 福永俊介のシルクな夜（STVラジオ　アシスタント「西森 ちほ」名義として）
- STVニュース（不定期）